# خشونت خانگی در چین
خشونت خانگی در چین شامل خشونت یا سوء استفاده از سوی شرکای صمیمی یا اعضای خانواده علیه یکدیگر است. خشونت از طرف مردان، خشونت شریک صمیمی رایج‌ترین نوع خشونت خانگی در چین است. یک گزارش مجله آمریکایی سلامت عمومی در سال ۲۰۰۵ نشان داد که از هر ۴ زن چینی ۱ نفر در سال گذشته خشونت فیزیکی از طرف شریک زندگی خود را تجربه کرده‌است. اگرچه چین خشونت خانگی را به عنوان یک مشکل در دهه ۱۹۳۰ پذیرفت، اما به دلیل تغییرات اقتصادی و اجتماعی در دهه ۱۹۸۰، تنها در چند دهه گذشته به یک موضوع قابل مشاهده تبدیل شده‌است.
خشونت خانگی در ماده ۲ قانون خشونت خانگی سال ۱۳۹۲ چنین تعریف شده‌است: خشونت جسمی، روحی یا غیر آن بین اعضای خانواده با استفاده از روش‌هایی مانند ضرب و شتم، محدود کردن، معلول کردن، محدود کردن آزادی جسمانی و آزار و اذیت کلامی که به‌طور مکرر انجام می‌شود. اگر چه تعریف قانونی محدود به اعضای خانواده است، خشونت خانگی می‌تواند بین زوج‌های مجرد، ال‌جی‌بی‌تی و دیگر زوج‌های خانگی نیز رخ دهد.

## تاریخچه و علل
از لحاظ تاریخی، خانواده‌های چینی از ساختار سلسله مراتبی پیروی می‌کردند که در آن شوهر بر اکثر تصمیم‌های خانواده اختیار داشت. این نظم مردسالارانه ریشه در کنفسیوس‌گرایی دارد که قوانین رفتاری را برای زنان ایجاد می‌کند که معمولاً آنها را پایین‌تر از شوهران خود قرار می‌دهد. به ویژه، سه اطاعت و چهار فضیلت، زن را ملزم می‌کند که از پدر، شوهر و پسر خود اطاعت کند و در عین حال سبک زندگی متواضعانه و اخلاقی را حفظ کند. در حالی که آیین کنفوسیوس از هماهنگی و صلح اجتماعی نیز حمایت می‌کند، ضرب و شتم همسر راهی مناسب برای تنبیه او در نظر گرفته می‌شد. از آنجایی که خانواده در قلمرو مرد بود، هر گونه خشونتی که او علیه همسرش مرتکب می‌شد، عموماً به عنوان یک موضوع خصوصی برای خانواده اش تلقی می‌شد و متعاقباً نادیده گرفته می‌شد.
در نتیجه ساختار سلسله مراتبی، شوهر به‌طور سنتی تأمین کننده اصلی خانواده بوده در حالی که زن خدمتکار خانه بوده‌است - این رابطه حتی در زبان چینی مشهود بود زیرا یک شخصیت سنتی زنی را در حال جارو کردن به تصویر می‌کشد- زن با داشتن تنها نقش باروری در خانواده، معمولاً به شوهر وابسته بود و به همین دلیل قادر به اعتراض یا ترک در هنگام ضرب و شتم نبود؛ بنابراین اعتراض به شوهر نه تنها وفاق اجتماعی خانواده را به هم می‌زد، بلکه نشان دهنده عدم تمکین و حیا بود چراکه اگر زن شوهرش را ترک می‌کرد، باعث شرمساری خانواده و ذلت او جامعه می‌شد.

## تاریخ اخیر
در اوایل قرن بیستم، ضرب و شتم همسر هنوز امری عادی و ابزاری قابل قبول برای اثبات تسلط مرد بود. اگرچه سازمان‌هایی مانند فدراسیون زنان سراسر چین توسط حزب کمونیست چین تأسیس شد، اما این سازمان‌های دولتی برای رسیدگی به مسائل خشونت خانگی در اواسط قرن بیستم کاری انجام ندادند.
پس از دهه ۱۹۸۰، مجموعه‌ای از عوامل از جمله حضور بین‌المللی رو به رشد چین، بهبود فرصت‌های تحصیلی و شغلی برای زنان و فضای باز سیاسی منجر به تقویت تلاش‌ها برای مقابله با خشونت خانگی و به ویژه خشونت علیه زنان شد. این شامل ابتکارات محلی بود، مانند کار لیانگ جون، که علیه خشونت خانگی، به ویژه در جوامع روستایی در دهه ۱۹۸۰ مبارزه کرد.
یکی از عوامل اصلی این تغییر، شرکت چین در کنفرانس‌های مختلف سازمان ملل متحد در مورد زنان و خانواده در دهه ۱۹۹۰ بود. کنفرانس جهانی زنان سال ۱۹۹۵ در چین برگزار شد، به‌ویژه به فعالان چینی اجازه داد تا با بسیاری از سازمان‌های بین‌المللی زنان تماس بگیرند و آشکارا دربارهٔ موضوع خشونت خانگی بحث کنند. در این دوره، سازمان‌های مردمی زنان مانند مؤسسه تحقیقات زنان تأسیس شد.
با افزایش آگاهی عمومی از موضوع خشونت خانگی، مطالعات اولیه در مورد خشونت خانگی شروع به ظهور کرد. مطالعات مختلف توسط  مؤسسه ازدواج و خانواده پکن، مؤسسه تحقیقات جمعیت در آکادمی علوم اجتماعی چین و سایر سازمان‌ها نرخ‌هایی را از ۱٫۶ درصد زنان تا نزدیک به یک چهارم زنان مورد ضرب و شتم توسط شوهرانشان گزارش کرده‌اند. از آنجا که هیچ مطالعه‌ای برای مقایسه این اعداد از قبل از دهه ۱۹۸۰ در دسترس نبود، ارزیابی کیفی نتایج متفاوت دشوار بود. با این حال، محققان تردید داشتند که این ارقام نمایش دقیقی از مقیاس خشونت خانگی در چین باشد.

## پیشگیری‌ها
خشونت خانگی اولین بار در برنامه ملی توسعه زنان در سال ۹۵ مطرح شد که در آن تأکید شده بود که پیشگیری از خشونت خانگی باید در اولویت قرار گیرد. اگرچه این اولین بار بود که به صراحت به خشونت خانگی اشاره شد، اما قبلاً به‌طور ضمنی توسط اسناد قانونی مختلف غیرقانونی شده بود. قانون اساسی جمهوری خلق چین، اصول کلی قانون مدنی جمهوری خلق چین، قانون ازدواج دوم در سال ۱۹۸۰ و قانون حمایت از حقوق و منافع زنان، همگی حاوی مقرراتی هستند که آزار و اذیت زنان را ممنوع می‌کند. و به‌طور کلی اعضای خانواده حتی اگر خشونت خانگی به‌طور ضمنی و سپس به‌طور رسمی غیرقانونی بود، در واقع هیچ مکانیسمی وجود نداشت که توسط آن زنان آزاردیده بتوانند در قرن بیستم به دنبال جبران خسارت قانونی باشند.

## اصلاحیه قانون ازدواج سال ۲۰۰۱
اولین شکل دفاع قانونی برای قربانیان خشونت خانگی در اصلاحیه قانون ازدواج دوم در سال ۲۰۰۱ ظاهر شد. دیوان عالی خلق در تفسیر قضایی قانون، خشونت خانگی را از منظر حقوقی تعریف کرده‌است: «رفتاری نسبت به یکی از اعضای خانواده که منجر به عواقب زیانبار جسمی، روحی یا غیر آن از طریق ضرب و شتم، گره زدن، جراحت، تحدید، الزامی است. آزادی شخصی افراد این اصلاحیه شامل سه تغییر مهم است:
- بند ۲ بند ۳ ماده ۳۲ مقرر می‌دارد در صورت عدم موفقیت میانجی‌گری، در صورت وجود مصادیق خشونت خانوادگی، بدرفتاری یا ترک ازدواج، طلاق مجاز خواهد بود.
- ماده ۴۳ از کمیته محله یا کمیته دهیاری‌ها خواسته‌است در موارد خشونت خانوادگی میانجیگری کرده و اقداماتی را برای توقف خشونت انجام دهند و برای متخلف مجازاتهای اداری اعمال کنند.
- بندهای ۳ و ۴ ماده ۴۶ به قربانی خشونت خانگی حق مطالبه غرامت را می‌دهد.[۱۶]

اصلاحات سال ۲۰۰۵ در قانون حمایت از زنان اقدامات انجام شده در اصلاحیه قانون ازدواج را تأیید کرد. به ویژه اصلاحات قانون حمایت از زنان آن را یک گام فراتر برد و در ماده ۴۶ به صراحت اعلام کرد که «خشونت خانگی علیه زنان ممنوع است».

## قانون خشونت خانگی ۲۰۱۵
در نوامبر ۲۰۱۴، شورای دولتی جمهوری خلق چین اولین قانون خشونت خانگی را پیشنهاد کرد. این قانون در تیرماه ۱۳۹۴ به تصویب مجلس رسید و از اول اسفند ۱۳۹۴ لازم الاجرا شد.
- در ماده ۶ بر لزوم تبلیغات و آموزش بیشتر این موضوع در مدارس و رسانه‌ها تأکید شده‌است.
- ماده ۱۹، سازمان‌های امدادی را موظف می‌کند که به قربانیان خشونت خانگی کمک‌های حقوقی ارائه کنند و دادگاه‌ها «طبق قانون، هزینه‌های قانونی قربانیان خشونت خانگی را به تأخیر انداخته، کاهش دهند یا معاف کنند».
- ماده ۲۱ به دادگاه‌ها این اختیار را می‌دهد که در موارد کودک آزاری، حضانت قیم کنونی را خاتمه داده و قیم دیگری را تعیین کنند (و متخلفان را ملزم به ادامه حمایت مالی می‌کند).
- ماده ۲۳ به قربانیان خشونت خانگی اجازه می‌دهد تا برای یک حکم حمایت شخصی (معادل منع منع) درخواست کنند.
- ماده ۳۷ قانون را به گونه ای گسترش می‌دهد که خشونت خانگی بین اعضای غیر خانواده را نیز پوشش دهد.[۴]

## حد مجاز طلاق در سال ۲۰۲۱
در تلاش برای مبارزه با افزایش نرخ طلاق در این کشور، یک «دوره سرد شدن» طلاق اجباری توسط دولت چین در ۱ ژانویه ۲۰۲۰ اجرا شد. این بخشی از اولین قانون مدنی چین است که توسط کنگره ملی خلق در ماه مه تصویب شد. . ۲۹، ۲۰۲۰. قانون مدنی چین، زوج‌هایی را که برای طلاق توافقی درخواست می‌کنند ملزم می‌کند تا ۳۰ روز صبر کنند تا تصمیم خود را تجدیدنظر کنند. به گفته سازندگان آن، هدف از «دوره سرد شدن» جلوگیری از طلاق‌های تکانشی به ویژه برای زوج‌های دارای فرزند خردسال است. درخواست طلاق تا پایان ۳۰ روز بررسی نمی‌شود.
مواد ۱۰۷۶، ۱۰۷۷ و ۱۰۷۸ قانون مدنی به شرح زیر است:
- طلاق توافقی باید یک فرایند پنج مرحله‌ای باشد: درخواست، پذیرش، مدت زمان استراحت، بررسی و ثبت (گواهی).
- در صورتی که ظرف یک ماه یکی از زوجین نظر خود را نسبت به طلاق تغییر دهد، می‌توان تقاضای طلاق را پس گرفت.
- طرفین باید ظرف ۳۰ روز پس از پایان «دوره جدایی» درخواست طلاق بدهند.
- اگر هر یک از طرفین ظرف ۳۰ روز پس از «دوره تعدیل» درخواست طلاق ندهند، درخواست طلاق منتفی می‌شود.[۲۲][۱۹]

اگرچه «دوره سرد شدن» در مورد همسرانی که به دلیل خشونت خانگی یا روابط خارج از ازدواج درخواست طلاق می‌کنند، اعمال نمی‌شود، اما به دلیل محافظت نکردن زنان در برابر آزار خانگی توسط شوهرانشان مورد انتقاد قرار گرفته‌است. فمینیست برجسته چینی لی تینگینگ معتقد است که این قانون پتانسیل آسیب رساندن به حقوق زنان را دارد، زیرا میزان خشونت خانگی در پرونده‌های طلاق در عمل قضایی پایین است. علاوه بر این، کاربران آنلاین در پلتفرم‌هایی  نیز با استفاده از هشتگ «مخالفت با طلاق سرد»، نارضایتی خود را از دخالت دولت در روابط بین فردی خصوصی ابراز کردند.
در سال ۲۰۲۲، عالی‌ترین دادگاه چین دستورالعمل‌هایی را صادر کرد که برای قربانیان خشونت خانگی آسان‌تر می‌شد تا احکام حفاظت شخصی را دریافت کنند. این دستورالعمل‌ها تعریف خشونت خانگی را به گونه‌ای گسترش می‌دهند که رفتارهای دیگری مانند تعقیب، آزار و اذیت و آزار کلامی را شامل شود. همچنین آستانه اثبات را کاهش می‌دهد.

## آمار
در حالی که خشونت علیه زنان رایج‌ترین تظاهر خشونت خانگی است، تنها شکل آن نیست. خشونت خانگی شامل خشونت علیه هر یک از اعضای خانواده توسط یکی از بستگان یا شریک زندگی می‌شود. یک نظرسنجی در سال ۲۰۰۴ توسط فدراسیون زنان سراسر چین نشان داد که ۱۶٪ از خانواده‌ها خشونت مرد بر زن را تجربه می‌کنند، در حالی که ۳۰٪ خانواده‌ها به‌طور کلی خشونت خانگی را تجربه می‌کنند. در سال‌های اخیر، اداره ملی آمار چین و سومین کنفرانس بررسی وضعیت اجتماعی زنان چین گزارش داده‌اند که تنها در سال ۲۰۱۰، ۲۴٫۷ درصد از زنان بین ۲۴ تا ۶۰ سال سالانه نوعی خشونت خانگی را تجربه می‌کنند. تنها در سال ۲۰۱۰، فدراسیون زنان سراسر چین حدود ۴۰۰۰۰ تا ۵۰۰۰۰ شکایت در مورد خشونت خانگی دریافت کرد.

## کودکان
در رابطه با کودکان، خشونت خانگی در چین به دلیل تمایز مبهم بین انضباط و کودک آزاری، موضوعی است که تا حد زیادی نادیده گرفته شده‌است. اگرچه این احساس قبل از دهه ۱۹۸۰ رایج‌تر بود، اما این مراقبت تمثیلی است و مقصر صمیمیت است. مطالعه‌ای روی کودکان جوان هنگ‌کنگ در ماه مه ۱۹۹۸ نشان داد که ۵۲٫۹ درصد از خانواده‌های چینی خشونت جزئی (پرتاب اشیاء، هل دادن، سیلی زدن) را علیه کودکان گزارش کردند و ۴۶٫۱ درصد از خانواده‌های چینی خشونت شدید (لگد زدن، مشت زدن) را گزارش کردند. یک نظرسنجی در سال ۲۰۰۱ توسط انجمن حقوقی چین این نتایج را تأیید کرد و نشان داد که ۷۱٫۹٪ از ۳۵۴۳ نفری که مورد بررسی قرار گرفتند در کودکی توسط والدین خود مورد ضرب و شتم قرار گرفته بودند.
مطالعه هنگ کنگ همچنین نشان داد که کودکان ۳ تا ۶ ساله بیشتر از دختران از کودک آزاری رنج می‌برند و پسران بیشتر از دختران از خشونت شدید والدین خود رنج می‌برند. اگر کودک خواهر و برادر نداشته باشد، احتمال آزار جسمی نیز افزایش می‌یابد. این روند تا حد زیادی منعکس کننده رابطه به هم پیوسته بین سوء استفاده و انضباط در خانواده‌های چینی است - والدین عموماً پسران و فرزندان مجرد را آینده خانواده می‌دانند و بنابراین در تربیت آنها سختگیرتر هستند. علیرغم شیوع آن، کودک آزاری در نظام حقوقی چین نسبتاً کم برخورد می‌شود. در سال ۱۹۹۸، پرونده‌های کودک آزاری ۰٫۲۹ درصد از کل پرونده‌های دادگاه‌های مردمی در پکن را تشکیل می‌دادند.

## تفاوت‌های جنسیتی
نظرسنجی بین‌المللی تنظیم خانواده در سال ۲۰۰۴ نشان داد که از جمله خشونت متقابل، ۳۴ درصد از پاسخ‌دهندگان خشونت مرد به زن و ۱۸ درصد خشونت زن به مرد را تجربه کرده‌اند. علاوه بر این، ۱۲ درصد از زنان و ۵ درصد از مردان گزارش دادند که خشونت شدیدی را تجربه کرده‌اند. در یک متاآنالیز در سال ۲۰۰۸ از مطالعات مختلف ۱۹٫۷٪ از زنان مشخص شد که در مقطعی خشونت توسط شریک مرد را تجربه کرده‌اند، در حالی که ۱۶٫۸٪ از زنان در سال گذشته خشونت را تجربه کرده‌اند. به‌طور مشابه، تقریباً ۱۰٪ از زنان در مقطعی از زندگی خود خشونت جنسی را تجربه کرده‌اند، در حالی که ۵٫۴٪ از زنان در سال گذشته خشونت جنسی را تجربه کرده‌ بودند. همچنین، مردان بیشتر از زنان اعتراف می‌کنند که همسرانشان در روابط خود متحمل خشونت شده‌اند که نشان‌دهنده پدیده عمومی عدم گزارش خشونت مرد به زن است. خشونت خانگی با حسادت جنسی نیز افزایش می‌یابد، اگر زن حسادت می‌کرد، احتمال خشونت مرد بر زن افزایش می‌یابد و اگر مرد حسادت می‌کرد، احتمال ضرب و شتم متقابل افزایش می‌یابد.

## تفاوت‌های منطقه‌ای
در مقایسه با ۱۵ درصد از زنان در محیط‌های شهری، ۲۸٫۳ درصد از زنان در محیط‌های روستایی خشونت توسط شریک مرد را گزارش کردند. علاوه بر این، در حالی که سن پایین‌تر احتمال سوء استفاده را برای زنان در محیط‌های شهری افزایش می‌دهد، سن بالاتر با احتمال بیشتری برای زنان در مناطق روستایی همراه است. همچنین مشخص شد که احتمال خشونت خانگی در مناطق مرکزی و شمالی بیشتر از مناطق جنوبی با نرخ‌های ۲۲، ۱۴ و ۱۱ درصد است. مشخص شد که خشونت بین زنان و مردان در شمال بیشتر از سایر مناطق است.